# Teucholabis (Teucholabis) distifurca
Teucholabis (Teucholabis) distifurca is een tweevleugelige uit de familie steltmuggen (Limoniidae). De soort komt voor in het Neotropisch gebied.